# Commerzbank
Commerzbank AG (Комерцбанк) — німецька глобальна фінансова компанія та банківський концерн з штаб-квартирою у Франкфурт-на-Майні. Заснований у 1870 році. Commerzbank є другим за величиною банком у Німеччині. Загальні активи у 2015 році становили 532,6 млрд. €.

## Історія
Commerzbank створений в 1870 в Гамбургу, засновниками були купці, приватні банкіри. У 1900 році бізнес був зосереджений в Берліні. Він був провідним банком з розгалуженою філіальною мережею.
У 1920 було приєднання 2 німецьких банків: Mitteldeutsche Privat-Bank, регіональний банк в Магдебургу, і в 1929 Mitteldeutsche Creditbank, розташованому у Франкфурт-на-Майні.
У 1970 головний офіс банку переїхав у Франкфурт-на-Майні.
У 2011 завершив об'єднання з придбаним у 2008 колишнім конкурентом «Dresdner Bank».
З 2008 по 2012 Комерцбанку належав український банк «Форум».
В березні 2019, представники Commerzbank  повідомляли про початок переговорів про злиття з Deutsche Bank.